# Rönnskärs udde naturreservat
Rönnskärs udde naturreservat är ett naturreservat i Norrtälje kommun i Stockholms län.
Området är naturskyddat sedan 2002 och är 2 hektar stort. Reservatet ligger vid Rönnskärs udde på östra Väddö, vid kusten. Reservatet består mest av granskog med inslag av lövträd.